# 長島圭一郎
長島 圭一郎（ながしま けいいちろう、1982年4月20日 - ）は、北海道中川郡池田町利別出身のスピードスケート元選手。血液型B型。2010年バンクーバーオリンピック・スピードスケート男子500m銀メダリスト。2018年よりショートトラックスピードスケート日本代表（ナショナル）チームのヘッドコーチを務める。

## 経歴・人物
実家は畜産業を営んでいる。2人の姉について行く様に、3歳の時からスケートを始めた。中学時代はスケート部の他に野球部にも所属し、ポジションは三塁手。高校でも野球を続けたかったが、野球での推薦入学が出来ずにスケートにした。
北海道池田高校に入学。当初は長距離専門だったがタイムが伸びず、3年の秋に短距離に転向。それから僅か3ヶ月あまりで全日本ジュニア選手権500m、インターハイ1000mで優勝。
日本大学文理学部体育学科に進学。学生氷上選手権で活躍し、2004年のユニバーシアードインスブルック大会500mで優勝。
2005年に日本大学卒業後、日本電産サンキョーに入社。全日本スプリント選手権総合優勝を飾った。2006年のトリノオリンピックに出場したが、注目度の高かった清水宏保、加藤条治、日本人最高の4位入賞を果たした及川佑の影に隠れ、500mは13位に終わる。1000mは32位。
2006年-2007年シーズンに入ると全日本スピードスケート距離別選手権大会で500mと1000mの2冠達成。2006年11月10日のW杯開幕戦（オランダ）で500m35秒10を記録し、W杯自身初優勝。同12日にも同種目で連勝。
2010年バンクーバーオリンピックではスピードスケート男子500mで銀メダルを獲得。しかし1000mで、スタートでのトラブルに2度も巻き込まれ、ペースを乱し37位と惨敗した。
2014年のソチオリンピック スピードスケート男子500mで6位入賞。
2015年4月17日、現役引退を表明。しかしその後に2018年平昌オリンピックを目指して現役復帰するも平昌オリンピック出場が成らなかったために再び引退した。
2018年4月26日の日本スケート連盟理事会にて、ショートトラックスピードスケートナショナルチーム（日本代表）のヘッドコーチに就任することが承認された。
2018年10月23日、元スピードスケート選手で平昌オリンピック女子団体パシュート優勝メンバーである菊池彩花と結婚した。

## その他
同じく2006年トリノオリンピックに出場した及川佑（びっくりドンキー所属）は、出身高校の北海道池田高等学校の先輩に当たる。
高校時代はスケート選手の中では細身の部類であった。しかしローラースケートの練習を見た当時のスケート部の監督は、その滑りを見て衝撃を受けたという。当時から滑らかな動きで、縦から見ても横から見ても素晴らしいバランスを持ち、天才だと感じた。もう一人の顧問には「長島はいじるな。凄いものをもっているから」と、フォームの指導をさせなかった程である。ちなみに現在のフォームは各国のコーチにも賞賛されている。
他のチームの人間とも食事に行ったり、話すなど普段は明るい人物。オリンピック開催中の練習の合間には髙木美帆とサッカーをしていた。
バンクーバー五輪終了後、所属企業は「2階級特進の昇進として係長に就任させる」ことを発表した。その際の会見で社長が「今後毎回金メダルを取ったら社長になれる」と冗談交じりで話し、それを受け長島は「次期社長の長島です」と挨拶していた。